# Centrolew

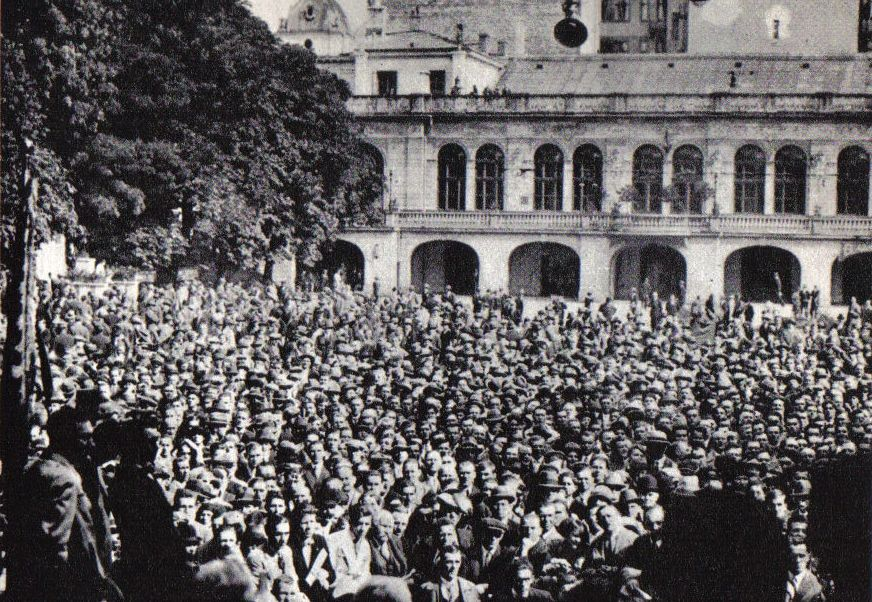
Kundgebung der Centrolew im September 1930

Centrolew war ein politischer Block von Mitte- und Linksparteien in Polen, der sich 1929 zur Bekämpfung des BBWR Józef Piłsudskis und seiner Sanacja konstituierte.
Infolge der politischen Kämpfe kam es am 30. August 1930 zur Auflösung des Sejms und Senats durch den Staatspräsidenten Ignacy Mościcki und anschließend am 10. September zu Neuwahlen, die dem Centrolew-Block eine bittere Niederlage und BBWR die absolute Mehrheit bescherten. Der politischen Auseinandersetzung folgte die juristische. Die Centrolew-Protagonisten wurden in Brest inhaftiert und vom 26. Oktober 1931 bis 13. Januar 1932 in Warschau vor Gericht gestellt. Der Staatsanwalt warf ihnen vor, zwischen 1928 und 9. September 1930 gemeinschaftlich einen Staatsstreich vorbereitet zu haben, der jedoch durch ihre Verhaftung vereitelt wurde. Die vermeintlichen „Putschisten“, darunter der ehemalige Ministerpräsident Wincenty Witos (PSL Piast), wurden mit Freiheitsstrafen zwischen eineinhalb und drei Jahren bestraft. 